# Nanodectes
Nanodectes é um género de insecto da família Tettigoniidae.
Este género contém as seguintes espécies:
- Nanodectes bulbicercus

[[Turne Brutal]]